# Spialia phlomidis
Spialia phlomidis ist ein Schmetterling aus der Familie der Dickkopffalter (Hesperiidae).

## Merkmale
Die Vorderflügellänge beträgt 14 bis 15 Millimeter. Die Flügel sind auf der Oberseite schwarzbraun gefärbt und tragen stark kontrastierende weiße Flecken. Der Vorderrand der Vorderflügel ist hell ockerfarben. Auf den Hinterflügeln befindet sich ein großer rechteckiger Diskoidfleck sowie ein größerer Submarginalfleck in Zelle vier. Die Unterseite der Hinterflügel ist hell olivgrau mit gut ausgebildeten weißen Flecken. Am Vorderrand ist ein langer weißer Fleck. Beide Geschlechter tragen dieselbe Flügelzeichnung.

### Ähnliche Arten
- Roter Würfel-Dickkopffalter (Spialia sertorius) (Hoffmannsegg, 1804)

## Vorkommen
Die Art ist am südlichen Balkan, in Griechenland, der Türkei, dem Norden Israels, im Libanon, Syrien, dem Norden des Iran und im Süden Russlands bis Transkaukasien verbreitet. Sie tritt nur selten und vereinzelt auf und besiedelt trockene und temperaturbegünstigte, meist felsige Gebiete und trockenes Grasland mit niedrigem Strauchbewuchs in Höhenlagen zwischen 650 und 1650 Meter, meistens jedoch unterhalb von 1000 Meter. Bevorzugt werden basische Böden.

## Lebensweise
Spialia phlomidis fliegt in einer Generation von Ende Mai bis Juni. Als Nahrungspflanzen der Raupen sind aus Griechenland Winden (Convolvulus) bekannt, im Libanon ist die Art an Convolvulus libanoticus nachgewiesen.

## Belege